# 近藤兵太郎
近藤兵太郎（1888年7月17日—1966年5月19日），暱稱「近兵（KONPYO）」先生，曾擔當過愛媛縣立松山商業學校、台灣嘉義農林學校棒球部、愛媛大學棒球部總教練。1931年，他帶領嘉義農林打入第17回全國中等學校優勝野球大會總決賽，對台灣棒球運動的發展影響深遠。

## 早年生涯
1888年（明治21年）出生於愛媛縣松山市，就讀愛媛縣立松山商業學校（現愛媛縣立松山商業高等學校）及早稻田大學，隨後擔任松山商的初代棒球部總教練，培養出藤本定義、森茂雄等人，創出第一次黃金時代。
1919年赴台，1925年任教嘉義商工專修學校。當時嘉義商工專修學校並無棒球部，每逢夏季，近藤回去四國的松山商擔任教練。

## 嘉義農林教練時期
1928年4月，臨近的嘉義農林學校成立野球部（棒球隊），近藤兵太郎受邀前往指導。近藤在台灣全島尋找有潛質的選手，請他們轉校到嘉義農林，再以松山商的斯巴達式訓練方法，因而在短時間內能訓練出實力堅強的隊伍。
中外野手蘇正生曾這麼形容當時近藤手下球隊練習的狀況：「棒球隊選手在校中，和其他同學一樣，校方都一視同仁，不因為參加校隊為校爭光而有什麼特別的優待，所以每天早上上完課，下午一點半仍得參加實習，到了三點半再到嘉義棒球場練習，一直練到天色全黑的時候才結束，夏天天黑的時間比較晚，總是要到晚上八點才回到宿舍休息。週六下午和週日也都沒有休息，即使是下午有比賽，早上還是得練球。」
前中華職棒裁判的楊英二，曾聽過他父親楊吉川生前回憶的一段往事，更能體會出近藤督軍的嚴厲。他說有一回在棒球隊訓練前聽說近藤教練瘧疾發作無法到球場，大夥正歡天喜地準備迎接一天「假期」的到來時，突然遠處有兩個人抬著一個擔架緩緩地走來，擔架上頭的正是近藤教練，他就是那種即便是生病也不肯休息的嚴厲教練。
二次大戰前最後一代的嘉農棒球隊員洪太山在受訪時也表示，在近藤的監督下，只有一種情況下球隊才能休息，那就是下大雨，所以每晚睡前的「祈雨」就是同學必做之事。
當時台灣民眾的糧食供給是採配給制，年青球員正值發育期，運動量又大，常發生糧食不足的現象，他通常會告訴球員「我來想辦法」，並親至配給機關交涉、調整配給量，以使選手無後顧之憂。
選手每天練球至傍晚時，雖然已因天黑而視線不良，他仍命令球員將球抹上石灰粉繼續練習，甚至有的選手因不耐練習的嚴格，而故意在練習時倒下以暫時躲避訓練的辛苦。
當有球員動作做錯時，他並不直接指出名字罵人，而是以「那個大概是後補（二軍），不知是什麼名字？」這種不致讓球員當面難堪但有所自覺的話語，自發性的磨練再磨練，努力再努力。他常說「不要想勝利」，只要想「不輸人」，他並在訓練營的牆壁上貼上寫著「精神」加「技量」等於「實力」的標語，時時刻刻訓勉球員。
1930年，當時尚為教練的近藤見到遠征台灣的龍谷大學附屬平安中學，當中有3名高砂族出身的選手擔任正選，則感慨「看吧，棒球真是萬民的運動。我們有很大的可能性」。1931年，近藤正式就任監督（總教練）。

## 甲子園大賽
1931年，近藤帶領該校參加第17回全國中等學校優勝野球大會（現全國高等學校野球選手權大會，俗稱夏季甲子園），一路晉級至總決賽，以0-4不敵擁有好投手吉田正男，同年達成史上唯一3連霸的中京大學附屬中京高等學校，取得準優勝。
1931年的準優勝球隊的正選球員裡面有三名日本人，兩名台灣本島人（漢人），四名高砂族（臺灣原住民），他們跑壘很快，在準決賽對札幌商業學校（現北海學園札幌高等學校）曾八次盜壘成功。
名作家菊池寬則在報紙上如此寫到：「我完完全全變成嘉義農林的袒護者了，他們那不同人種卻為同樣目標奮戰的英姿令我感動得落淚。」
在台期間他共帶領了嘉義農林出戰春季甲子園1次，夏季甲子園4次，培養出吳明捷、吳昌征、今久留主淳、今久留主功、吳新亨等棒球名將。晩年在新田高等學校、愛媛大學等擔任總教練。

## 返回日本
1946年，因日本在第二次世界大戰戰敗，近藤被遣返回國。晚年他在新田高等學校（1952 - 1954）、愛媛大學棒球隊擔任教練。1966年5月19日逝世。

## 後記
2008年，國立嘉義大學（原嘉義農林）棒球OB代表團應日本高等学校棒球联盟與日本朝日新聞社之邀請，前往日本出席第90回日本高等學校野球選手權紀念大會，7月31日到位於四國松山市近藤墓園祭拜，由團長蔡武璋手持甲子園獎盾、OB隊員身穿球衣，向近藤報告及感謝他一生對嘉義農林之奉獻，沒有他就沒有台灣今天的棒球運動蓬勃發展。
2024年時，台灣棒球名人堂一致通過決議讓近藤兵太郎入選，是首位入選的外籍人士。

## 相關書籍、影音
- 2014年台灣電影《KANO》：永瀨正敏飾演近藤兵太郎

## 外部連結
- 近藤兵太郎 （页面存档备份，存于）